# Dendronephthya colemani
Dendronephthya colemani är en korallart som beskrevs av Verseveldt 1977. Dendronephthya colemani ingår i släktet Dendronephthya och familjen Nephtheidae. Inga underarter finns listade i Catalogue of Life.